# Гордий Никифор Кирилович
Никифор Кирилович Гордий (нар. 26 жовтня 1912, село Пії, тепер Обухівського району Київської області — ?) — радянський діяч, секретар Волинського обласного комітету КПУ, 1-й секретар Нововолинського міського комітету КПУ Волинської області, 1-й секретар Локачинського районного комітету КПУ Волинської області.

## Біографія
Член ВКП(б) з вересня 1940 року.
З липня 1941 року — в Червоній армії, учасник німецько-радянської війни. Служив у 241-му стрілецькому полку 95-ї стрілецької дивізії. Воював на Кримському напрямку, в жовтні 1941 року був поранений, лікувався в госпіталі міста Орджонікідзе. Після лікування служив у 372-му запасному стрілецькому полку. З лютого 1944 року — курсант Московського військово-політичного училища імені Леніна. У 1945 році — парторг 20-го окремого кулеметного артилерійського батальйону 157-го (153-го, 159-го) укріпленого району.
На 1957—1958 роки — 1-й секретар Локачинського районного комітету КПУ Волинської області.
На 1959—1961 роки — 1-й секретар Нововолинського міського комітету КПУ Волинської області.
25 лютого 1963 — січень 1966 року — секретар Волинського обласного комітету КПУ, заступник голови виконавчого комітету Волинської обласної ради депутатів трудящих та голова комітету партійно-державного контролю Волинського обласного комітету КПУ і Волинського облвиконкому.
11 січня 1966 — червень 1975 року — голова комітету народного контролю виконавчого комітету Волинської обласної ради.

## Звання
- лейтенант
- капітан

## Нагороди та відзнаки
- орден Леніна (26.02.1958)
- Орден Вітчизняної війни І ст. (25.05.1945)
- Орден Червоної Зірки (17.05.1945)
- ордени
- медаль «За бойові заслуги» (4.05.1945)
- медалі